# William Lapera
William Lapera (William Lapoire, en el original) es una serie de historietas desarrollada por los belgas Didgé al guion y Serge Ernst al dibujo entre 1978 y 1988 para la revista Tintín. Narra las diversas misiones que encarga Satanás a otro ángel caído. 

## Trayectoria editorial
En 1978, Serge Ernst llevaba tres años trabajando para la revista Tintín, dando vida a las series Clins d'Oeil (1975-90) y Les Égarés (1977). Contando con la colaboración de Digé a los guiones a partir de diciembre de 1979, su nuevo personaje llegaría a protagonizar veintiséis relatos breves y uno extenso hasta 1988:
La editorial Lombard recopiló las mismas en cuatro álbumes de entre 46 y 56 páginas cada uno: Tableaux de chasse (1985), En son âme et inconscience (1986), Dégélées par moins quarante (1987) y Le big bagne (1988). Entretanto, se había iniciado ya su publicación en otros idiomas. Así, la editorial SARPE publicó en 1984 y 1985 diversas aventuras del personaje, primero en la revista Fuera Borda y luego en Super Fuera Borda.
Serge Ernst la abandonó, sin embargo, para realizar la más exitosa Zapping Génération.